# Ittihad Riadhi Ouled Naïl
Maillots
L'Ittihad Riadhi Ouled Naïl (en arabe : الإتحاد الرياضي أولاد نايل), plus couramment abrégé en IR Ouled Naïl ou encore en IRON, est un club algérien de football fondé en 1954 et basé dans la ville de Djelfa.

## Histoire
L'IRON évolue en 2e et 3e divisions algériennes dans les années 1990 et 2000. Actuellement, le club évolue en R1 LRF Blida (D5).
En Coupe d'Algérie, la meilleure performance de l'IRON reste un quarts de finale, atteint lors de l'édition 1998-1999 ; le club est alors éliminé par le MC Alger après un nul à Djelfa 0-0 et une défaite 0-4 à Alger.

## Bilan Sportif
| Compétition     | Saisons | Titres | J   | G   | N   | P   | Bp  | Bc  | Diff. |
| --------------- | ------- | ------ | --- | --- | --- | --- | --- | --- | ----- |
| Ligue 2         | 11-2    | -      | 318 | 90  | 63  | 111 | 265 | 329 | -78   |
| Division 3      | ...     | ...    | ... | ... | ... | ... | ... | ... | ...   |
| Division 4      | ...     | ...    | ... | ... | ... | ... | ... | ... | ...   |
| Division 5      | ...     | ...    | ... | ... | ... | ... | ... | ... | ...   |
| Division 6      | ...     | ...    | ... | ... | ... | ... | ... | ... | ...   |
| Coupe d'Algérie | 53      | -      |     |     |     |     |     |     |       |
| Total           | ...     | ...    | ... | ... | ... | ... | ... | ... | ...   |

## Identité du club

### Historique des noms officiels du club
| Union Sportive Djelfa (USD) |
| --------------------------- |

| Association Sportive Djelfa (ASD) |
| --------------------------------- |

| Association Sportive Djelfa (ASD) |
| --------------------------------- |

| Chabab Riadhi Baladiat Djelfa (CRBD) |
| ------------------------------------ |

| Ittihad Riadhi Ouled Naïl (IRON) |
| -------------------------------- |